# Ottokar al IV-lea de Stiria
Ottokar al IV-lea sau Otakar (n. 19 august 1163 – d. 8 mai 1192), aparținând dinastiei Otakarilor, a fost margraf de Stiria din 1164 și  duce de Stiria din 1180 până la sfâșitul vieții.

## Biografie
Ottokar a fost fiul margrafului Ottokar al III-lea de Stiria și al soției sale, Cunigunda de Vohburg. Deoarece la moartea tatălui său Ottokar depășise un pic vârsta de 1 an, mama sa a fost cea care a condus margrafiatul după modelul și exemplul anterior al soacrei sale, Sofia, pănâ când fiul ei a fost declarat major în 1180.
În acest an, după căderea lui Henric Leul, Stiria a fost separată de Bavaria devenind ducat independent, iar Ottokar a fost numit duce de unchiul său, cumnatul mamei sale, împăratul Frederic I Barbarossa.
Între 1170 și 1183 Ottokar al IV-lea a pus bazele orașului Fürstenfeld.
Bolnav incurabil după ce contractase lepră, probabil pe când participa la Cruciada a treia, și fără speranța de putea avea urmași, ca ultim membru pe linie masculină al dinastiei, Ottokar el a semnat pe 17 august 1186 pactul de la Georgenberg (Georgenberger Handfeste), aprobat de împăratul Frederic I Barbarossa, prin care ducele Austriei, Leopold al V-lea, aparținând Casei de Babenberg, urma să preia Ducatul Stiria după moartea lui Ottokar. Astfel, în 1192 Stiria a ajuns sub conducerea aceluiași cârmuitor al Ducatului Austria. Ottokar a acordat Ducatul Stiriei ducelui Leopold punând condiția ca Austria și Stiria să rămână ducate independente.